# Mansuetudine
La mansuetudine è detta anche ira buona (nel canto ottavo dell'Inferno, è l'ira che prova Dante contro Filippo Argenti, in contrapposizione all'ira mala dell'Argenti). 
L'ira buona è considerata un atto di giustizia perché ci si adira contro quelle persone contro le quali è giusto adirarsi. La mansuetudine, nel Convivio dantesco, fa parte del catalogo delle virtù.
Nell'italiano corrente, la mansuetudine consiste nell'avere un carattere dolce e inoffensivo, ed è sinonimo di mitezza.